# Schoolstraat (Voorburg)
De Schoolstraat is een straat in het centrum van de Nederlandse plaats Voorburg. De straat loopt vanaf de Herenstraat tot de Voorhofstraat en de Huijgensstraat waar hij in overgaat. Zijstraten van de Schoolstraat zijn de Kleine Laan en Kerkstraat. De Schoolstraat is ongeveer 200 meter lang.
Aan de vrij smalle Schoolstraat bevinden zich tal van rijks- en gemeentemonumenten, waaronder het landhuis "In de Wereldt is veel Gevaer". De Schoolstraat is een van de oudste straten van Voorburg.
De naam Schoolstraat is aan deze straat gegeven vanwege de loop ervan van de Herenstraat naar de voormalige particuliere school "In de Wereldt is veel Gevaer" aan het einde van deze straat. Voor die tijd heette de straat: Cleijne Laan of Kleine Laan.

## Fotogalerij

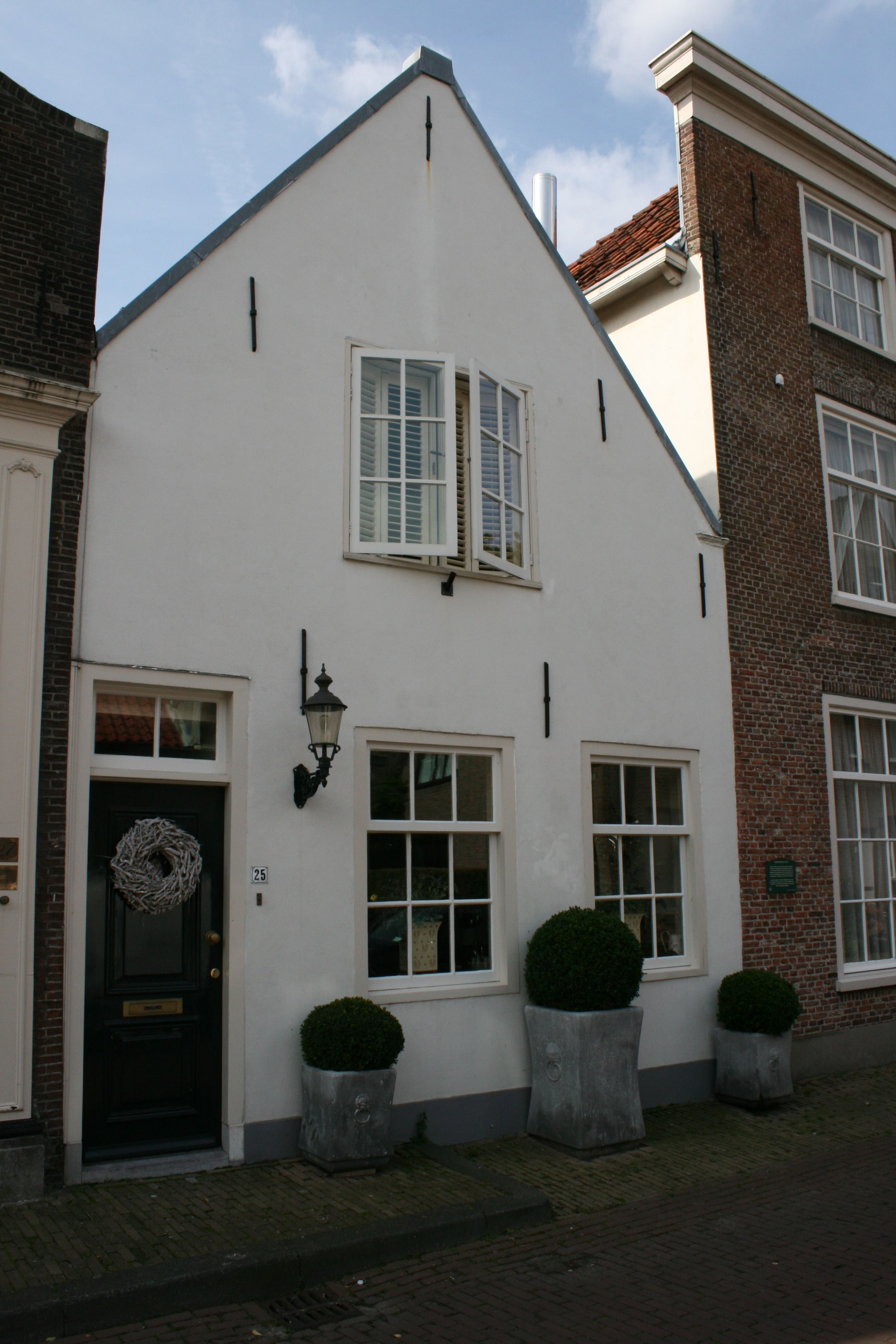
18e eeuw woonhuis aan de Schoolstraat 25 (rijksmonument)
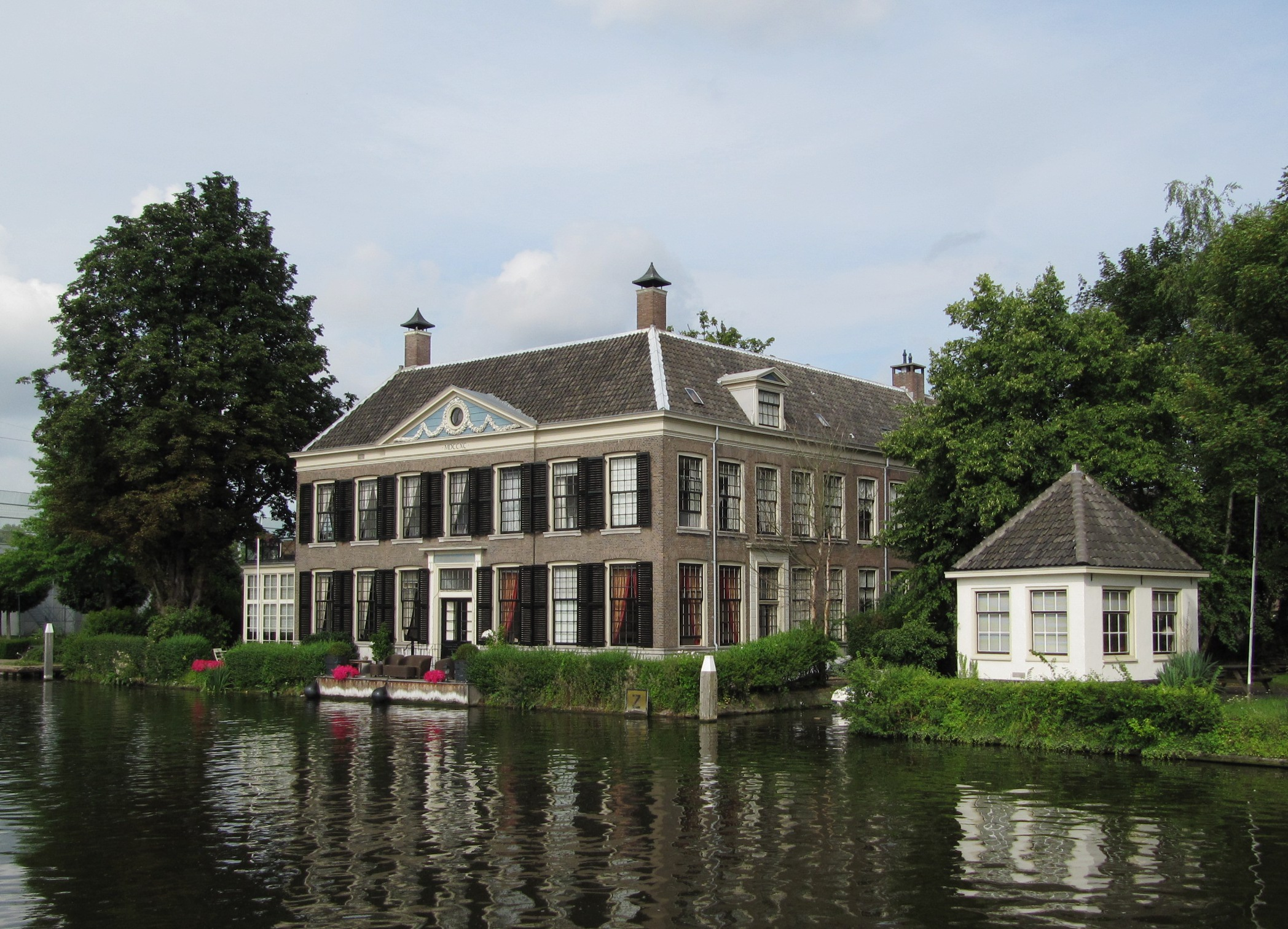
Landhuis "In de Wereldt is veel Gevaer" aan de Schoolstraat 43 (rijksmonument)
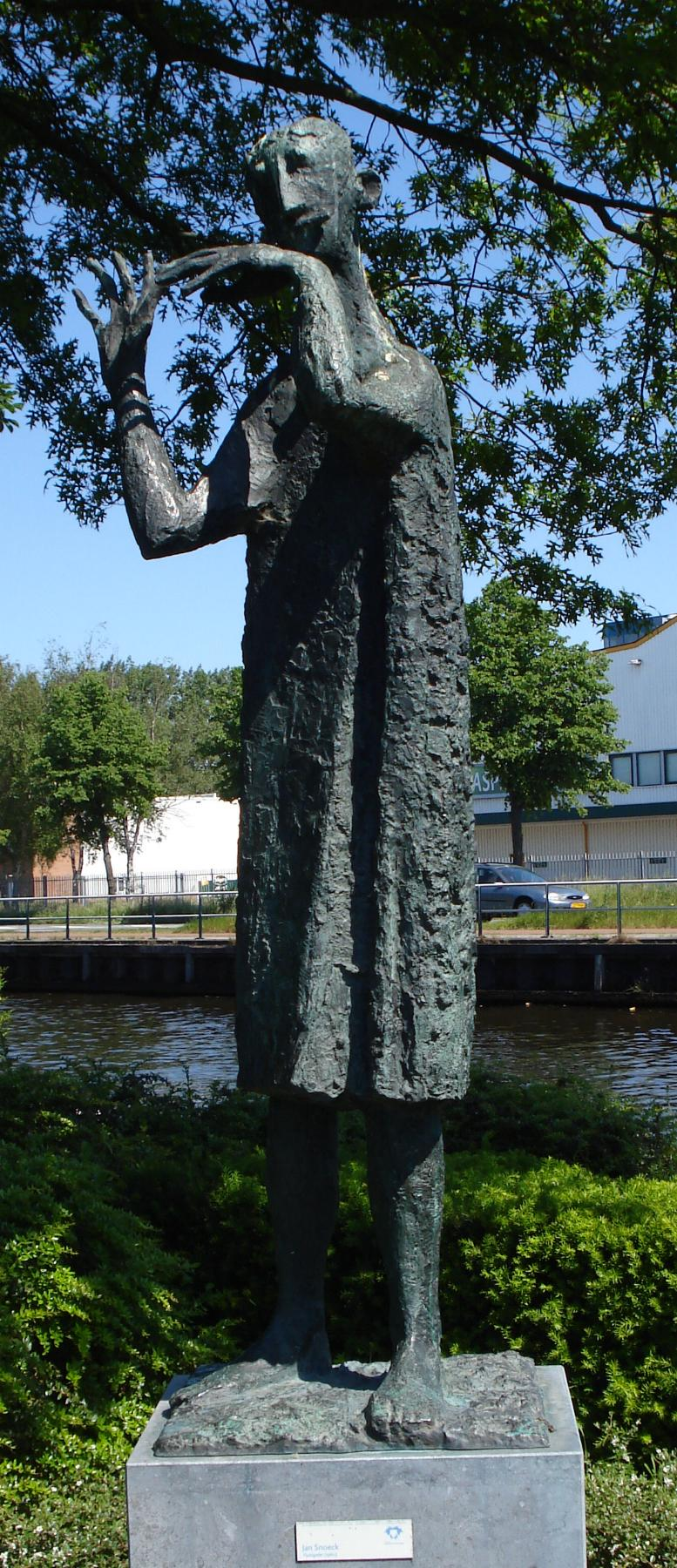
Bronsbeeld de "Fluitspeler" (1960) van Jan Snoeck aan de Schoolstraat

Herenstraat ·
Kerkstraat ·
Oosteinde · 
Schoolstraat ·  
Sionsstraat